# Parc naturel du Tage International
Le Parc Naturel du Tage International (en espagnol Parque natural del Tajo Internacional et en portugais Parque Natural do Tejo International, PNTI) est le nom utilisé pour désigner deux espaces naturels protégés de caractéristiques identiques mais dont la gestion ne relève pas de la même autorité. L'un dans la province de Cáceres, la Communauté Autonome d'Estrémadure, Espagne et l'autre dans l'arrondissement de Castelo Branco, Région Centre, Portugal,.
Le site a été déclaré réserve de la biosphère transfrontalière par l'UNESCO en 2016.

## Etendue et territoire
Le cours fluvial du Tage, qui sert de frontière naturelle entre l'Espagne et le Portugal, divise une zone de caractéristiques identiques entre les deux pays. Le Tage est à la fois l'élément commun et le lien qui unit tout le territoire qui s'étend de manière linéaire sur plus de 60 km. La partie espagnole, déclarée parc naturel du Tage International, s'étend sur une surface de 25 088 hectares tandis que la partie portugaise, déclarée parc naturel do Tejo International, s'étend sur une surface de 26 484 hectares.

### Communes
Le parc naturel du Tage International comprend (en totalité ou en partie) 2 concelhos (communes) portugais (Castelo Branco et Idanha-a-Nova) et 11 communes espagnoles  (Alcántara, Brozas, Carbajo, Cedillo, Herrera de Alcántara, Membrío, Salorino, Herreruela, Santiago de Alcántara, Valencia de Alcántara et Zarza la Mayor).

## Flore et végétation
Le parc naturel du Tage International est plus remarquable par la grande richesse et variété botanique de ses formations végétales que pour un grand nombre d'espèces de flore rare ou menacée. Il se trouve à une véritable croisée de chemins, où se trouvent des flores de diverses origines, certains endroits hébergeant presque quarante espèces entre les arbres et les arbustes.
La principale formation végétale du parc est la forêt méditerranéenne et ses différentes étapes de remplacement. Les arbres et arbustes principaux sont l'yeuse (Quercus ilex), le chêne-liège (Quercus suber) et le chêne des garrigues (Quercus coccifera); le filaire à feuilles étroites (Phillyrea angustifolia) et le filaire à larges feuilles (Phillyrea latifolia); l'arbousier (Arbutus unedo) et diverses espèces de bruyères (Erica spp.); le ciste à gomme (Cistus ladanifer) et l'olivier sauvage (Olea europaea var. sylvestris); le nerprun alaterne (Rhamnus alaternus) et l'aubépine noire (Rhamnus lycioides subsp. oleoides); le pistachier lentisque (Pistacia lentiscus) et le pistachier térébinthe (Pistacia terebinthus); le romarin (Salvia rosmarinus) et la lavande (Lavandula stoechas).
D'autres espèces comme le génévrier enebro oxycèdre (Juniperus oxycedrus) ou l'érable de Montpellier (Acer monspessulanum) apparaissent de forme ponctuelle ou dispersée dans l'ensemble du parc.
A l'intérieur du parc, 610 taxons végétaux ont été répertoriés, distribués en 92 familles, parmi lesquelles on compte 51 espèces endémiques de la péninsule ibérique, dont Anthyllis lusitanica et Campanula transtagana qui vivent uniquement dans le centre et le sud du Portugal continental. Ce sont des espèces caractéristiques, entre autres la cornicina (Hymenocarpos lotoides), les boquitas de dragon (Antirrhinum graniticum), Brassica barrelieri, Bufonia macropetala, le abrepuños (Centaurea ornata), le cytise blanc (Cytisus multiflorus), le genêt strié (Cytisus striatus), la clavelina lusitana (Dianthus lusitanus), la oreja de liebre (Phlomis lychnitis), Silene scabriflora et la lavande (Lavandula stoechas subsp. luisieri).
Le saule drapé (Salix eleagnos) est une espèce peu fréquente dans la sous-province luso-extremadurienne de même que Andryala ragusina. Outre Anthyllis lusitanica, la Directive Habitats 92/43/CEE comprend le fragon petit-houx (Ruscus aculeatus), un narcisse (Narcissus bulbocodium) et un iris (Iris lusitanica). Et dans l'Annexe B-IV, le Narcissus triandrus et dans l'Annexe B-II le Juncus valvatus.
Les abords des rivières montrent l'ample richesse botanique des zones d'ubac. Les denses taches végétales changent de couleur à l'automne avec les fruits et avec les spectaculaires formes des orchidées, narcisses ou iris.
Les espèces de plus grande valeur que l'on puisse trouver dans le parc sont les endémismes, parmi lesquels le lys jaune (Iris lusitanica) et la serapia verde (Serapias perez-chiscanoi), un type d'orchidée en danger d'extinction.
Quelques raretés de caractère atlantique sont présentes de façon très sporadique dans la zone la plus humide du parc, grâce à sa forte influence océanique, par exemple le chêne rouvre (Quercus petraea), le frêne de montagne (Fraxinus excelsior) ou la droséra (Drosera sp.), espèce carnivore, en de rares exemplaires.

## Faune
Les espèces qui habitent le parc sont diverses et importantes, quelques-unes d'entre elles étant en danger d'extinction, comme la cigogne noire, l'aigle ibérique et l'écrevisse autochtone.
Les autres espèces sensibles à l'altération de leur habitat sont la loutre, le lacerta schreiberi, le circaète Jean-le-Blanc, l'aigle royal, le vautour percnoptère, le vautour fauve, le vautour moine et l'aigle de Bonelli.

### Invertébrés
La population d'écrevisse autochtone a aujourd'hui disparu de la rivière Sever, où ont été repérés les derniers représentant fiables en Estrémadure au milieu des années 1970, ce qui a rendu cette espèce, jusqu'à récemment, l'invertébré le plus important du parc.
Il y a en revanche de nombreuses colonies de papillons d'environnements méditerranéens parmi lesquelles se distinguent la Doncella de ondas rojas et la spectaculaire Mariposa de madroño.
On trouve aussi dans le parc des espèces de libellules comme le caballito del diablo Calopterix haemorphoidalis, d'une intense couleur bleue, ou la Libellula quadrimaculata, qui est très rare Estrémadure.

### Poissons
La construction du barrage de Cedillo dans les années 1970 a été un coup dur pour les poissons du Tage. Les espèces comme l'anguille (Anguilla anguilla) ou la lamproie, qui avaient besoin d'une sortie à la mer, ont disparu, tandis que dans les eaux profondes du nouveau barrage ont été introduites des espèces prédatrices nord-américaines et centre-européennes à des fins récréatives.
Les affluents d'eaux peu profondes ont servi de refuge pour les poissons autochtones du Tage; cela fut le cas pour le barbeau, le barbo comizo, le boga del Tajo, le squalius alburnoides, l'ide mélanote et la colmilleja, tous exclusifs de la péninsule ibérique, grâce à quoi a été sauvé un des patrimoines importants du parc naturel.

### Reptiles
Parmi les espèces les plus importantes de reptiles, il faut signaler le lacerta schreiberi et la cistude.

### Mammifères
Aux côtés des grands herbivores les plus faciles à observer dans le parc, tels le cerf et le sanglier, vivent de petits carnivores comme le blaireau, la loutre, la fouine, la belette, le blaireau européen, la genette, la mangouste et le chat sauvage.
Parmi les espèces plus petites on peut citer le groupe des chauves-souris avec 14 espèces, dont le rhinolophe de Méhely, menacé, et un rare endémisme ibérique, le campagnol de Cabrera.

## Tourisme

### Centre d'interprétation d'Alcántara
Le Centre d'Interprétation Tage International est logé dans la Casa Natalio, une ancienne maison seigneuriale du XVIe siècle entourée de maisons nobles.
Il propose de l'information au visiteur sur les valeurs naturelles du parc et les itinéraires suggérés.

### Visites en bateau
Depuis 2011, le Bateau Balcon du Tage réalise des promenades fluviales dans le parc naturel.